# Inventaire national des rejets de polluants

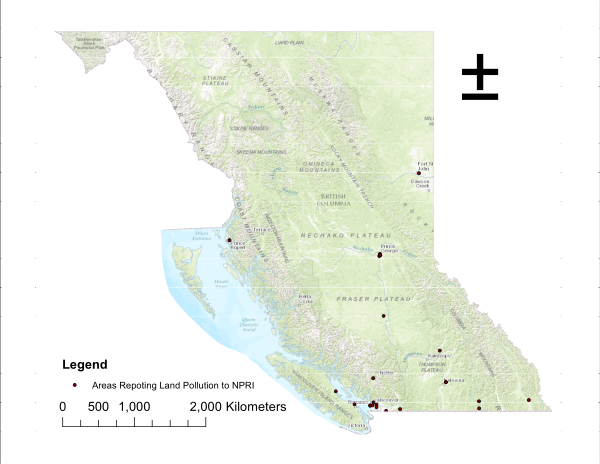
Zones rapportant une pollution de la terre au INRP.

L'Inventaire national des rejets de polluants (INRP) est un inventaire public concernant les rejets, les éliminations et les transferts de plus de 300 polluants au Canada. 
Les propriétaires et les exploitants d'installation doivent les déclarer ; l'inventaire en informe les Canadiens, ce qui les aide à gérer les polluants.

## Renseignements
L'INRP enregistre les renseignements suivants : 
- rejets des installations dans l'air, l'eau ou le sol ;
- élimination dans des installations ou transfert à d'autres endroits pour élimination ;
- transferts à d'autres endroits pour traitement ou élimination ;
- activités, emplacements et contacts des installations.

## Déclarants
Les propriétaires et les exploitants d'installation peuvent être tenus de présenter une déclaration si une ou plusieurs des conditions ci-dessous sont remplies :
- Les propriétaires, les exploitants et les employés de l'installation travaillent plus de 20 000 heures (environ 10 employés à temps plein) par an.
- L'installation exerce des activités (telles que l'incinération, la préservation du bois ou le traitement des eaux usées) qui doivent être déclarées même si le seuil relatif aux employés n'est pas atteint.
- L'installation produit, manipule ou rejette plus que la quantité seuil d'une substance de l'INRP.
- L'installation est un pipeline.

## Présentation des installations
Les propriétaires et les exploitants d'installation utilisent les outils et les directives de l'INRP pour déclarer les substances à l'INRP. Ils font une déclaration en ligne avec le module de déclaration à guichet unique.

## Utilisation de l'information
Tous les ordres de gouvernement (fédéral, provincial et municipal), les entreprises et les associations utilisent les données de l'INRP pour suivre la performance environnementale nationale.
Les données de l'INRP sont utilisées aux fins suivantes :
- Informer les Canadiens sur les polluants dans leurs collectivités ;
- Établir les priorités environnementales et prendre des mesures à cet égard ;
- Suivre les progrès des mesures de prévention de la pollution ;
- Évaluer les rejets et les transferts de substances préoccupantes ;
- Modéliser la qualité de l'air ;
- Mettre en œuvre des initiatives stratégiques et des mesures de gestion des risques.

## Données et analyses de l'INRP
Les données sont fournies dans la langue dans laquelle elles ont été présentées et mises à jour au moins une fois par an. 
- Faits saillants des données annuelles;
- Rapport de synthèse annuel;
- Outil de recherche en ligne;
- Tableaux annuels;
- Résumés sur cinq ans;
- Ensemble de données pour toutes les années;
- Base de données d’inventaire complète;
- Couches cartographiques (pour Google Earth et autres logiciels de visualisation virtuelle du globe et services de cartographie ouverte).